# Leptostylus arthuri
Leptostylus arthuri es una especie de escarabajo longicornio del género Leptostylus, categorizada en la tribu Acanthocinini, de la subfamilia Lamiinae. Fue descrita por Audureau en 2017.

## Descripción
Mide 6 mm de longitud.

## Distribución
Se distribuye por Guayana Francesa y Perú.